# Рязановский (посёлок)
Рязановский — посёлок в муниципальном округе Егорьевск Московской области России.

## География
Расположен в Мещёрской низменности, в 148 километрах к юго-востоку от Москвы, в 42 километрах к юго-востоку от города Егорьевска. Неподалёку расположено Озеро Архиповское.

## Название
Возник как центральный посёлок Рязановского торфяного предприятия. Происхождение названия с достоверностью неизвестно. Основная версия — этот посёлок по проекту должен был называться Радовицкий, так как вблизи находится село Радовицы, а посёлок Радовицкий должен был называться Рязановский по причине близости к Рязанской области. Но когда посёлки стали наносить на карту, то спутали один посёлок с другим. В результате они «зеркально» поменялись. 
В обиходной речи (нередко и в публикациях районных СМИ) посёлок называется Рязановка.

## История
Торф добывали как топливо для Шатурской ГРЭС и для удобрения полей. Строительству предприятия и посёлка предшествовало строительство железной дороги широкой колеи Кривандино — Радовицы (позднее укорочена на несколько километров), в качестве рабочей силы на строительстве железной дороги использовали пленных немцев. Дорога введена в строй в 1944 году После окончания войны сюда привезли репатриированных советских граждан, то есть, побывавших в немецком плену бойцов и командиров Красной армии, которые также работали на строительстве предприятия и посёлка. Жили они в помещениях закрытого Радовицкого монастыря, в землянках, в бараках. Труд репатриированных первое время был принудительным, паспортов им не давали. Позднее им дали паспорта, разрешили, кто хочет, ехать по родным местам. Многие так и сделали, а многие остались, переженились на местных девушках. Также сюда ехали работать специалисты с других предприятий — Петровско-Кобелевского, Шатурторфа и прочих. Первые десятки тонн фрезерного торфа Рязановка дала в 1947 году. Началось строительство домов для рабочих. В 1951 году построена Рязановская средняя школа, первым её директором стал Фёдор Фёдорович Герасимов, участник Великой Отечественной войны. 21 сентября 1952 года состоялось торжественное открытие Дома культуры. Была также построена поселковая больница, в которой работал врач Михаил Никифорович Гаврилкин, участник обороны Брестской крепости, бывший полковой врач 125-го стрелкового полка. Расцвет посёлка пришёлся на времена директора торфопредприятия Василия Григорьевича Асатиани (1954—1962), когда были построены десятки домов для рабочих, благоустроен стадион, а численность населения составила без малого 5 тысяч человек.
После Асатиани директором торфопредприятия работал Иван Николаевич Архипов. При нём к югу от посёлка был создан для отдыха водоём на месте отработанных торфяных полей. Этот водоём зовут Архипово озеро. Последним директором времён СССР стал Владимир Алексеевич Ильин. При нём построили ряд панельных домов новой улучшенной планировки на улице Чехова и двухэтажный Торговый центр на перекрёстке улицы Комсомольской и Ленина. Сейчас здесь «Пятёрочка».
С 1949 до 2015 годы Рязановский являлся посёлком городского типа, первоначально — в составе Шатурского района, позднее — в восточной части Егорьевского района, и административным центром городского поселения Рязановский. В 2015 году вошёл в состав города Егорьевска и стал его микрорайоном. В 2017 году Рязановский был восстановлен в качестве рабочего посёлка в подчинении города Егорьевска. В 2025 году рабочий посёлок преобразован сначала в посёлок городского типа, а затем в сельский населенный пункт — поселок.

## Демография
Население — 2782 чел. (2024).
| 1959  | 1970  | 1979  | 1982  | 1989  | 2002  | 2006  | 2009  | 2010  |
| ----- | ----- | ----- | ----- | ----- | ----- | ----- | ----- | ----- |
| 4942  | ↘4141 | ↘3334 | ↘2400 | ↗2878 | ↘2324 | ↘2157 | ↘1998 | ↗2079 |
| 2012  | 2013  | 2014  | 2015  | 2019  | 2020  | 2021  | 2023  | 2024  |
| ↘2043 | ↘2004 | ↘1977 | ↘1956 | ↗2044 | ↘2036 | ↗2781 | ↗2786 | ↘2782 |

## Экономика
Основная отрасль хозяйства — добыча, транспортировка и переработка торфа. Добыча на крупнейшем областном месторождении «Рязановское» достигала 840 тыс. т в год, основным потребителем была Шатурская ГРЭС до перевода её на природный газ. В 2008 году добыча торфа прекращена, Рязановское торфяное предприятие закрыто.

## Транспорт
На северной окраине посёлка расположена железнодорожная станция Рязановка, конечная на ветке Кривандино — Рязановка. Также до 2009 года действовала узкоколейная железная дорога, связывающая посёлок с торфоразработками и пгт Радовицкий (ныне разобрана).

## Медицина
В посёлке расположена амбулатория на 50 посещений с дневным стационаром на 10 коек и подстанция скорой помощи.

## Достопримечательности
Из достопримечательностей можно отметить Николо-Радовицкий монастырь, история которого идёт от XV века. 28 декабря 2006 года Священным Синодом Русской Православной Церкви было принято решение о возобновлении монашеской жизни в древнем Николо-Радовицком монастыре.